# Теорема Титце о выпуклом множестве
Теорема Титце о выпуклом множестве даёт условие достаточное для выпуклости множества евклидова пространства.
Названа в честь Генриха Титце.

## Формулировка
Любое связное замкнутое локально выпуклое множество является выпуклым.

### Замечания
- Подножество {\displaystyle M} евклидова пространства пространства называется локально выпуклым, если любая точка {\displaystyle m\in M} допускает окрестность {\displaystyle O\ni m} такую, что пересечение {\displaystyle O\cap M} выпукло.

## Вариации и обобщения
- Теорема верна также в пространствах Адамара (то есть в полных CAT(0) пространствах с внутренней метрикой).